# Zigoto plombier d'occasion
 (juillet 2025).
Pour plus de détails, voir Fiche technique et Distribution.
Zigoto plombier d'occasion ou Zigoto plombier est un court métrage muet français réalisé par Jean Durand, sorti en 1912.

## Résumé
Ne pouvant se déplacer à cause d'une blessure à la main, le plombier appelé d'urgence, envoie son ami Zigoto pour effectuer la réparation. Mais cela devient catastrophique: il se trompe d'étage, puis met sens dessus dessous un appartement.

## Fiche technique
- Titre original : Zigoto plombier d'occasion
- Titre alternatif :  Zigoto plombier
- Réalisation : Jean Durand
- Société de production : Société des Établissements L. Gaumont
- Pays d'origine : France
- Format : Muet - Noir et blanc - 1,33:1 - 35 mm
- Genre :   Comédie
- Durée : 122 m, pour une version en DVD de 6 min
- Edition : CCL
- Dates de sortie : 
  -  France : 22 mars 1912

## Distribution
- Lucien Bataille : Zigoto
- Edouard Grisollet : Le plombier blessé à la main
- Ernest Bourbon :
- Gaston Modot : Un invité du voisin de dessous
- Lléon Pollos :
- Joë Hamman : Le voisin du dessous
- Berthe Dagmar : Une invitée du voisin du dessous
- Jacques Beauvais : Un invité du voisin du dessous
- (?) : Le facteur
- (?) : La domestique